# Салиакас, Манолис
Манолис Салиакас (греч. Μανώλης Σάλιακας; род. 12 сентября 1996, Ираклион) — греческий футболист, защитник немецкого клуба «Санкт-Паули» и сборной Греции.

## Клубная карьера
Салиакас — воспитанник клубов «Эрготелис» и «Олимпиакос». 6 апреля 2014 года в матче против ПАС он дебютировал в греческой Суперлиге. В 2016 году Салиакас на правах аренды перешёл в кипрский клуб «Кармиотисса». 10 сентября 2016 года в матче против ларнакского клуба АЕК он дебютировал за новую команду.
Летом 2017 года Салиакас был арендован клубом «Ханья», сроком на два года. 30 октября в поединке против «Караискакис» Манолис дебютировал в третьем дивизионе Греции. 5 ноября в матче против «Эрготелис» он забил свой первый гол за «Ханья». По окончании аренды игрок вернулся в «Олимпиакос».
В 2019 году Салиакас перешёл в клуб «Ламия». 24 августа в матче против «Панатинаикоса» Манолис дебютировал за новый клуб. 1 сентября в поединке против «Атромитос» он забил первый гол за клуб «Ламия».
Летом 2020 года Салиакас на правах свободного агента стал игроком ПАС. 27 сентября в матче против «Ариса» он провёл первый матч за клуб. 6 декабря 2021 года в поединке против «Ламии» Манолис забил первый гол за новый клуб.
Летом 2022 года Манолис перешёл в «Санкт-Паули». 16 июля в матче против «Нюрнберга» он дебютировал во Второй Бундеслиге. 8 октября в поединке против брауншвейгского «Айнтрахта» Манолис забил первый гол за «Санкт-Паули».

## Международная карьера
В 2015 году Салиакас в составе юношеской сборной Греции принял участие в домашнем чемпионате Европы. На турнире сыграл в матчах против команд Украины, Австрии, Франции и России.
3 июня 2021 года в товарищеском матче против сборной Бельгии Салиакас дебютировал за сборную Греции.